# Crofton (Nebraska)
Crofton è un comune degli Stati Uniti d'America, situato nello Stato del Nebraska, nella contea di Knox.